# 薩皮內羅 (科羅拉多州)
薩皮內羅（英語：Sapinero）是位於美國科羅拉多州甘尼森縣的一個非建制地區。該地的面積和人口皆未知。

## 地理
薩皮內羅的座標為38°27′35″N 107°18′12″W / 38.45972°N 107.30333°W，而該地的平均海拔高度為2323米（即7621英尺）。